# District de Köýtendag
Le district de Köýtendag (anciennement district de Çarşaňňy) est un district du Turkménistan situé dans la province de Lebap. Son centre administratif est la ville de Köýtendag.
Le district contient la réserve naturelle de Köýtendag (en) qui a été créée en 1986. Il est situé dans la chaîne de Köýtendag et couvre une superficie de 271,4 km2.